# Rotan

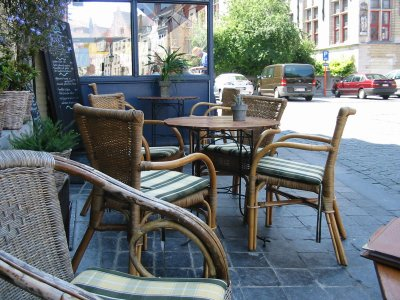
Rotan stoelen

Rotan is een materiaal dat afkomstig is van de rotanpalm (Calamus rotang), een plantensoort uit de palmenfamilie (Arecaceae). Het komt vooral voor in tropische regenwouden. Veruit de meeste rotansoorten zijn klimplanten. Er zijn heel wat verschillende typen rotan. Ze komen vooral voor in de Maleise Archipel, maar ook op het Indiase subcontinent, aan de voet van de Himalaya, Zuid-China, Sri Lanka, Australië en in het westerse deel van de Stille Oceaan tot aan Fiji. Enkele soorten groeien in Midden-Afrika. 

## Voorkomen
Rotan groeit voornamelijk in tropische regenwouden en omvat een grote verscheidenheid aan soorten, waarvan de meeste klimplanten zijn. Het verspreidingsgebied strekt zich uit over Zuidoost-Azië en het Indiase subcontinent. De dikte van een rotanstengel varieert van drie millimeter tot bijna tien centimeter en de lengte varieert in volgroeide vorm van tien centimeter tot tweehonderd meter. Rotanplanten groeien op hoogtes variërend van zeeniveau tot ongeveer 3000 meter boven de zeespiegel.

## Gebruik
De kern van rotanstengels, die in tegenstelling tot bamboe massief is, wordt versneden in diverse diktematen en staat bekend als rotanpit of pitriet. De hardere buitenlaag van de stengel, de zogenaamde rotanscheen, wordt in verschillende breedtematen gesneden. Deze wordt gebruikt als wikkelband en vlechtband, onder andere voor het vervaardigen van matwerk, zoals de gaatjesmat (vierrichtingenmethode) die wordt toegepast bij stoelzittingen en leuningen. 
Rotan werd aanvankelijk vooral gebruikt voor het vlechten van manden. Vanaf circa 1880 werden meubels zoals stoelen populairder, waarbij deze eerst werden ingezet als tuin- of serremeubels en later ook hun weg vonden naar de huiskamer.

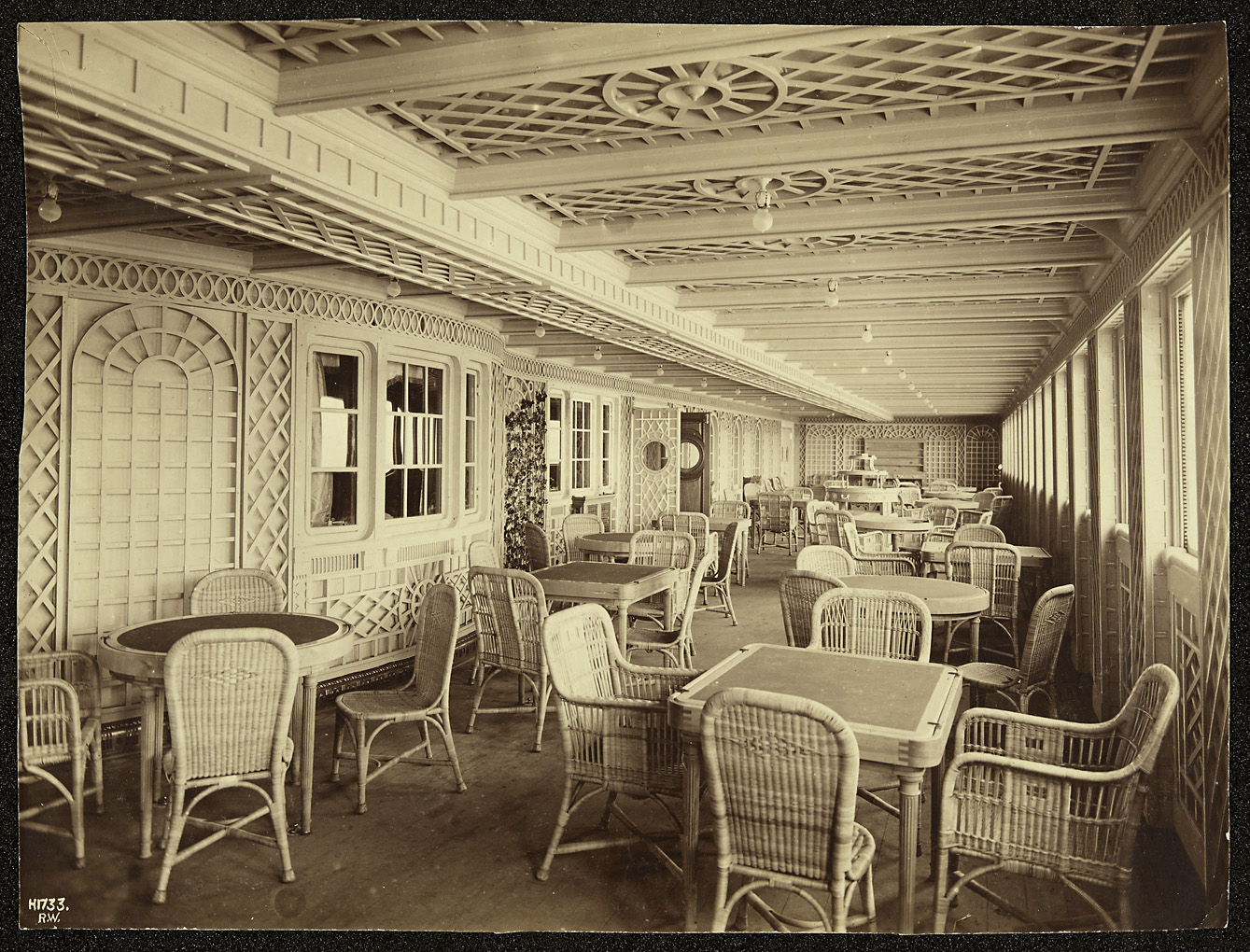
Café Parisien (Titanic)
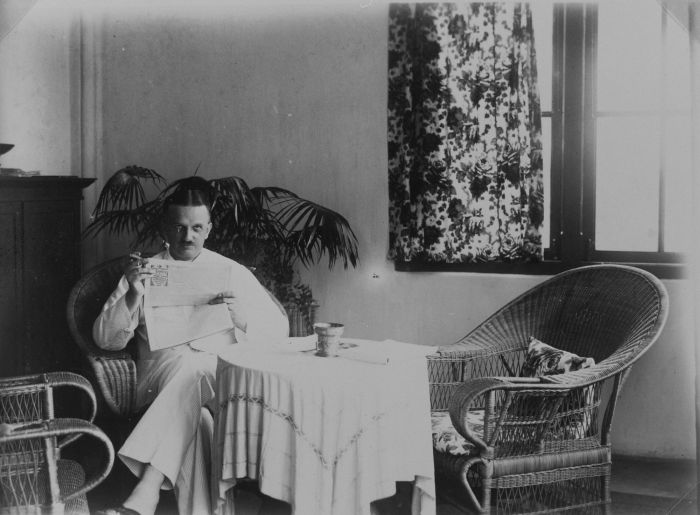
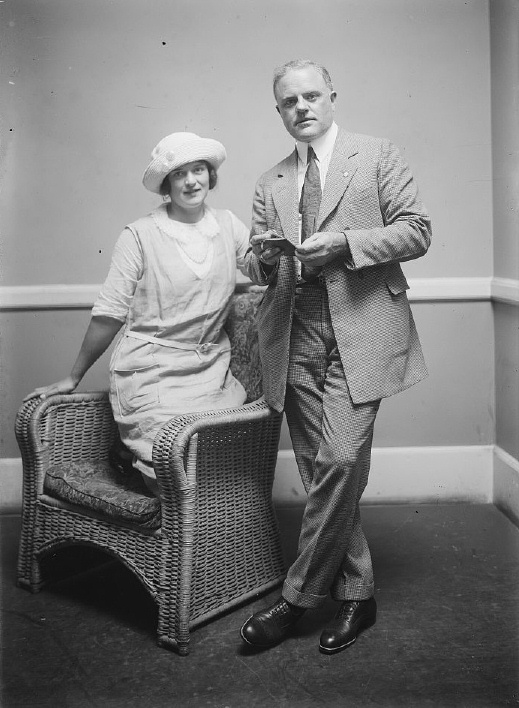
Rotanzetel
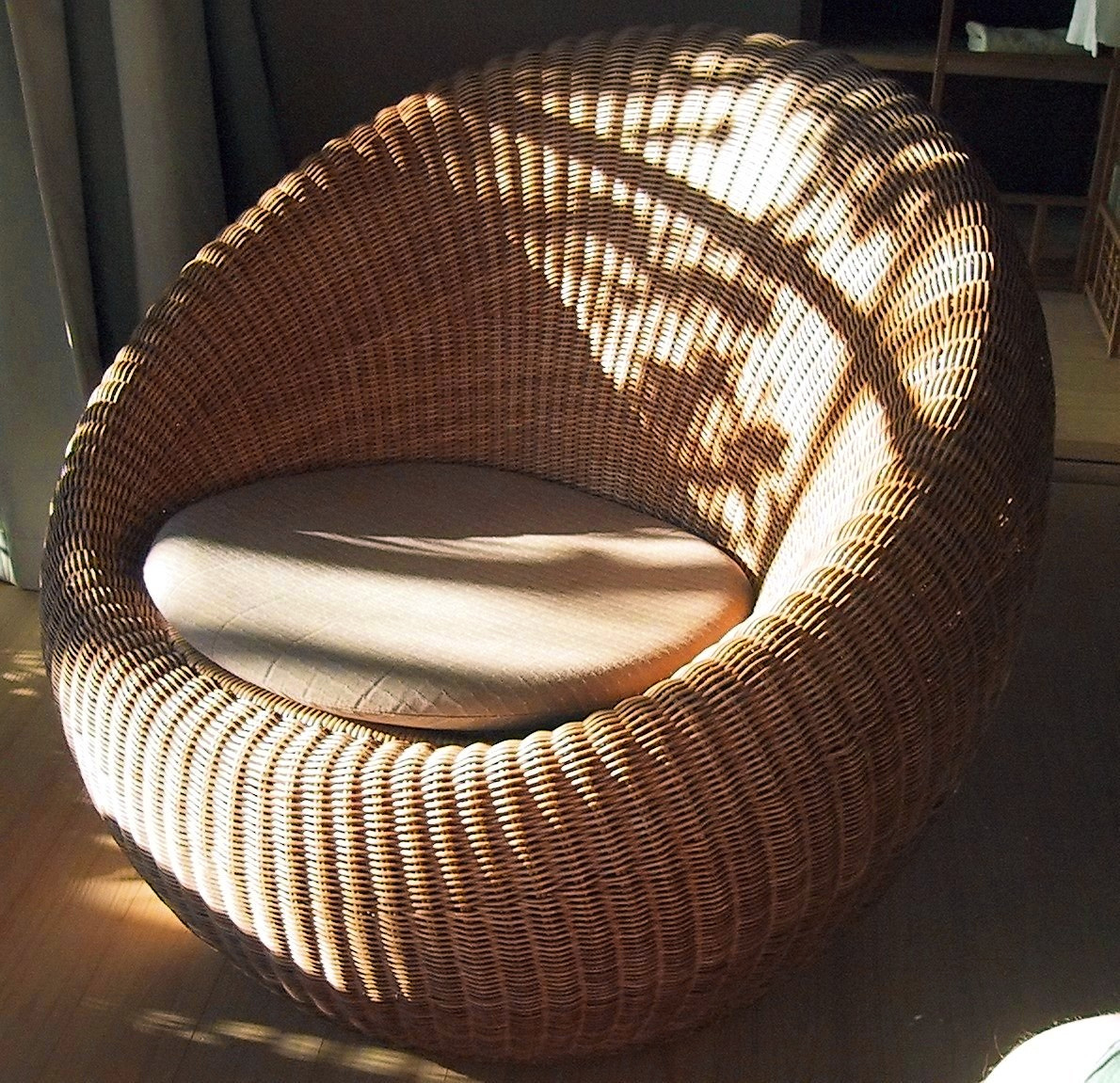
Kenmochi rotan zetel uit 1960
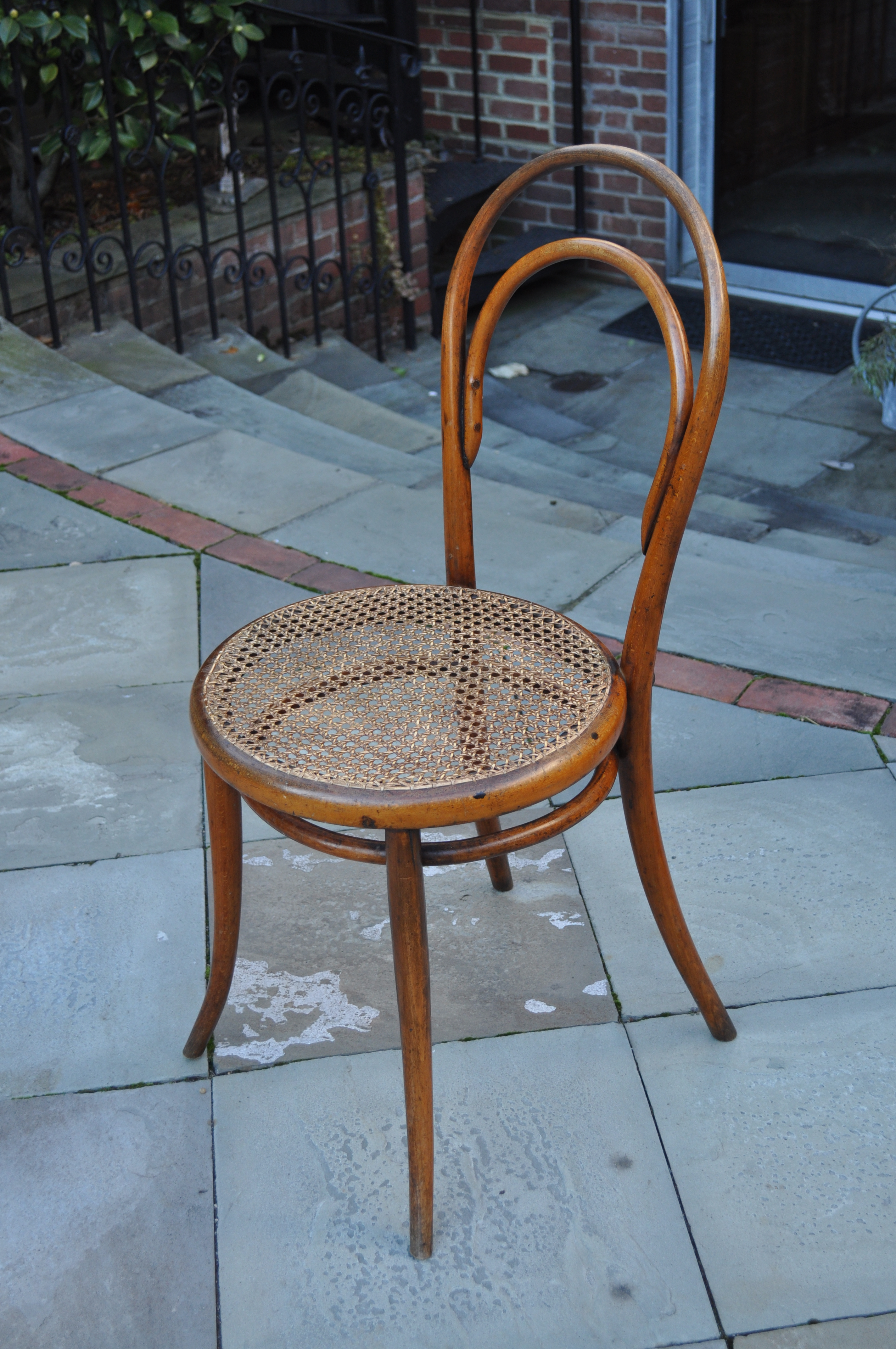
Thonet stoel nr 14 uit 1859
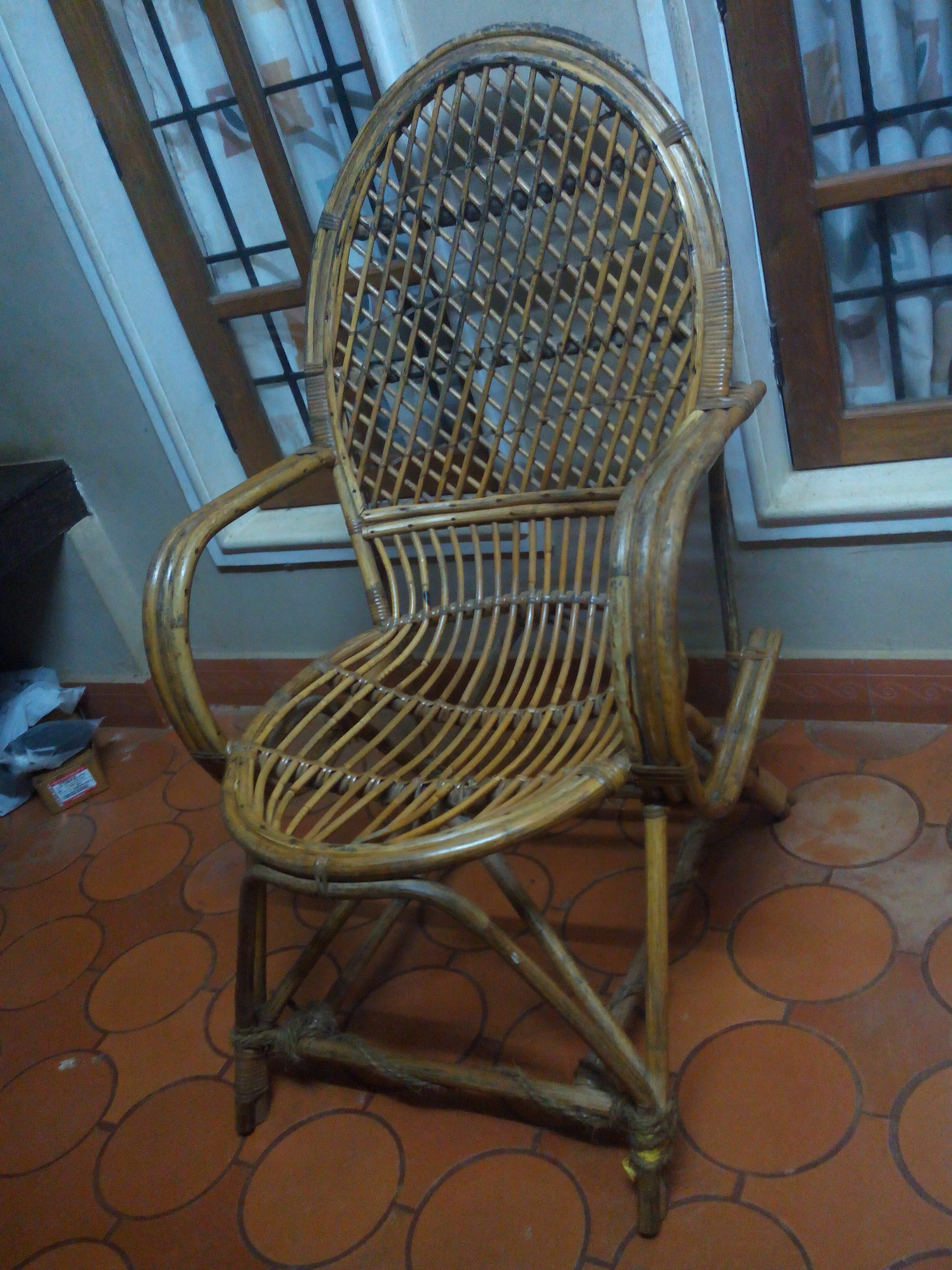
Rotan zetel
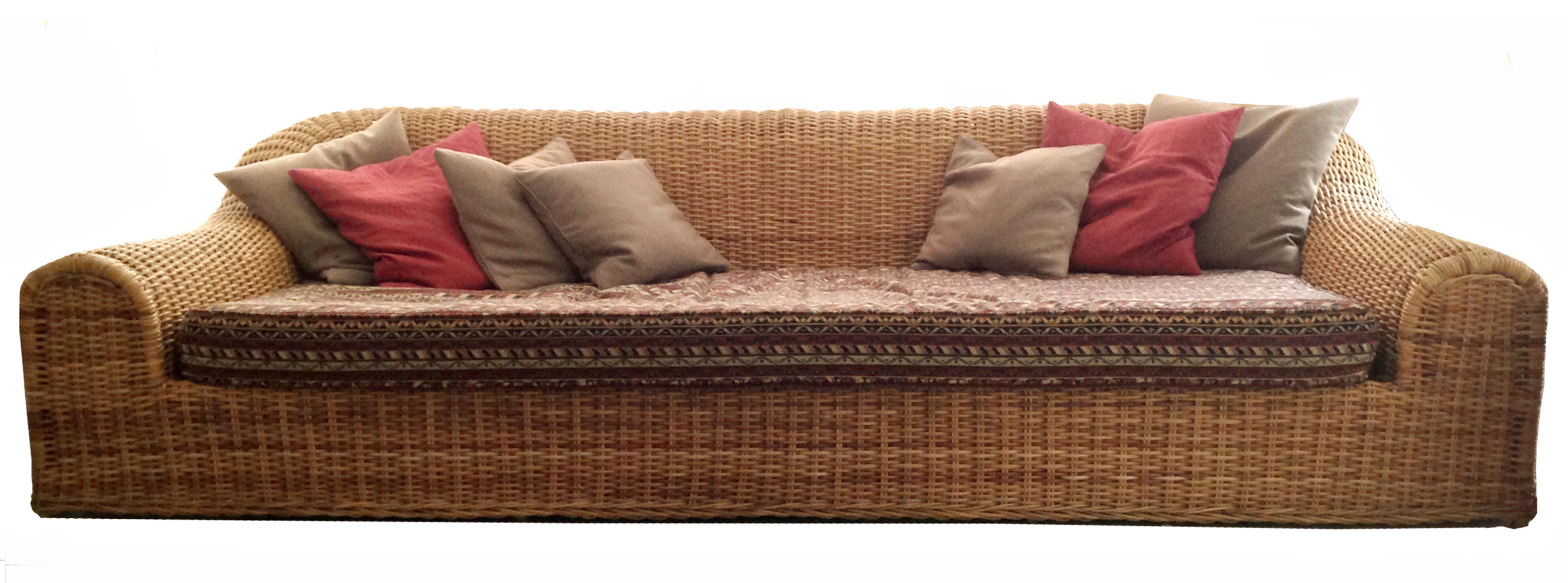
Rotan zetel
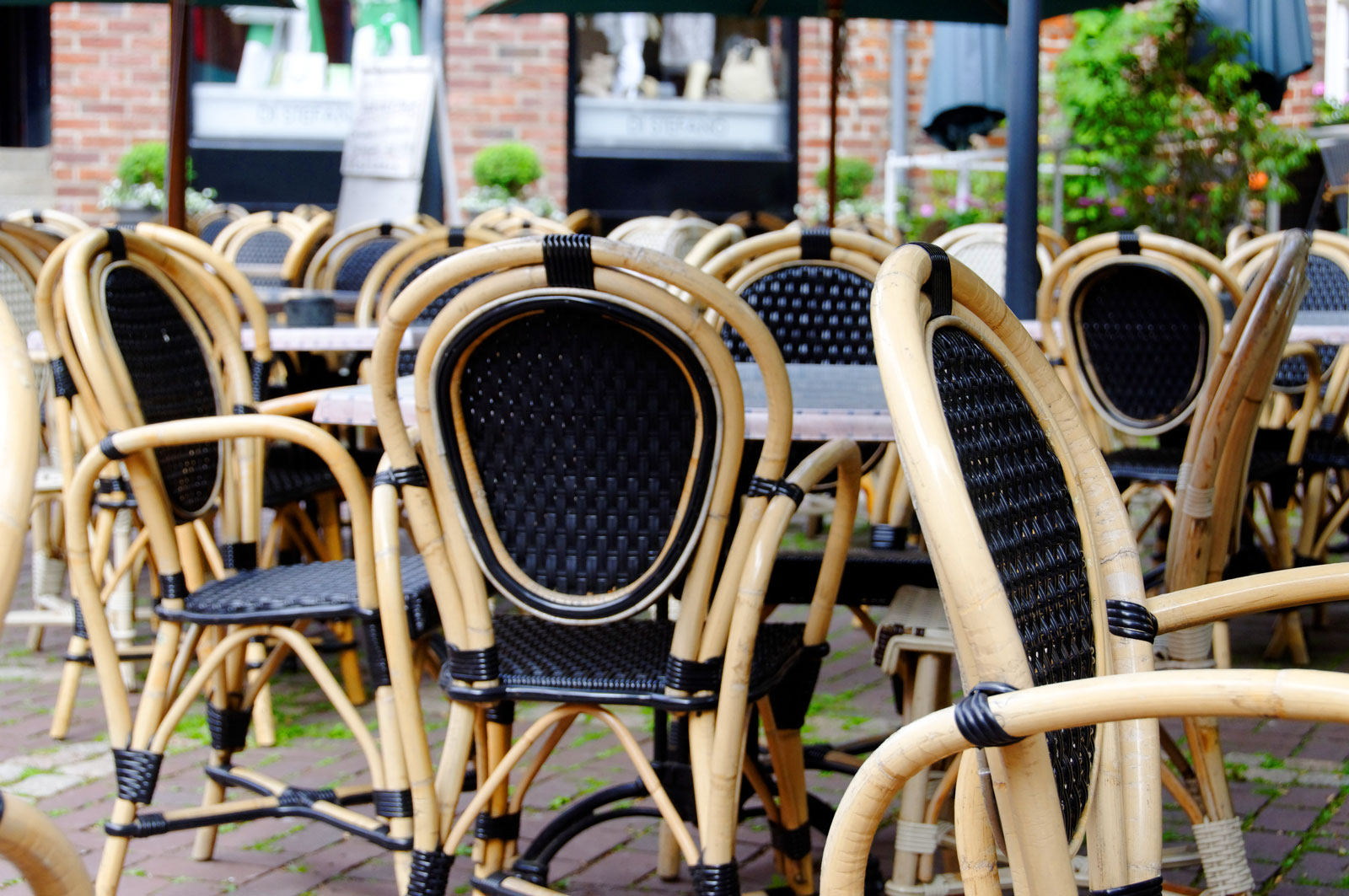
Rotan bistrostoelen
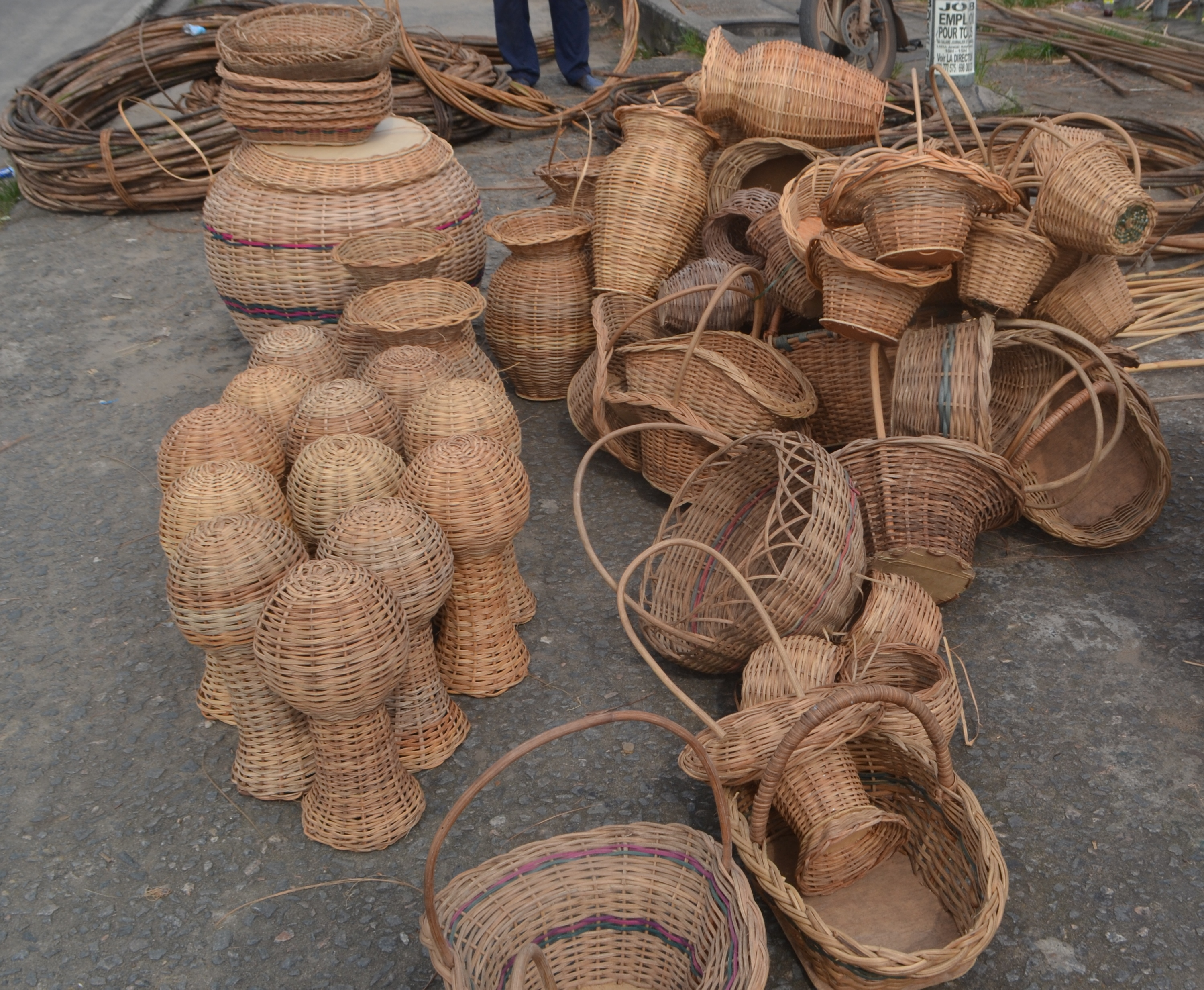
Manden in rotan
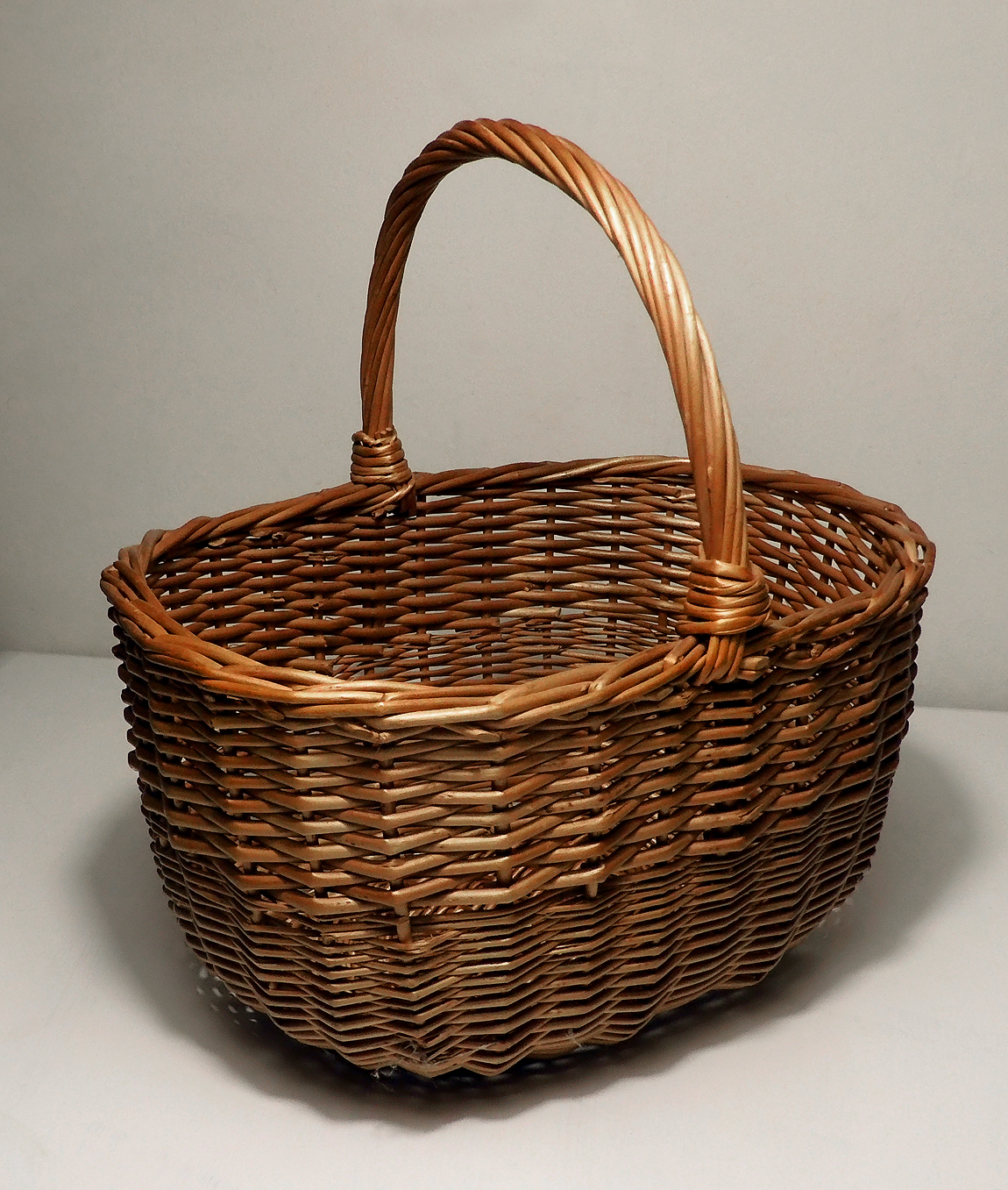
Een mand gemaakt van rotan

## Geschiedenis
Medio 17de eeuw zagen de Nederlanders voor het eerst in Oost-India, aan de Coromandelkust een stoel met een rotanscheen zitting zo dun als papier.  
Bossen rotan werden tweehonderd jaar lang gebruikt als hulpmiddel bij het stuwen van scheepsladingen. In 1851 ontdekte Cyrus Wakefield dat rotan een alternatief was voor het gebruikelijke wilgenteen. Rotan, als stengel zonder diktegroei, behoudt een constante dikte en is buigzamer en gaat langer mee dan wilgenteen. Dit was de start van de 'Wakefield Rattan Compagnie.'  
Rond 1900 breidde de rol van architecten zich uit van alleen het ontwerpen van gebouwen naar het ontwerpen van interieurs en meubels, wat het begin markeerde van het moderne design. Hoekige vlechtwerkstoelen ontstonden als reactie op de populaire krulstoelen. 
In 1910 kreeg het rotanmeubel een nieuwe impuls onder invloed van de Arts-and-craftsbeweging. Stoelen met meer afgeronde vormen werden ontworpen, passend bij de opkomende art nouveau-stijl.  
In 1928 werd de industriële, achterpootloze stalen buisstoel geïntroduceerd, al dan niet met een rotan zitting. Deze stoel bleek echter te duur voor de gewone man. Architect en ontwerper Ida Falkenberg-Liefrinck besloot rotan te gebruiken als vervanging voor de buizen en de ouderwetse Duitse wilgenteenmodellen die in de Rietvlechtschool altijd als voorbeeld dienden. 
Na de Tweede Wereldoorlog werd wilgenteen op grote schaal vervangen door rotan in stoelen. De complexe onderstelconstructies werden vaak in staal of metalen buizen uitgevoerd. In plaats van kwaliteit werd nu voornamelijk op prijs geconcurreerd, wat ertoe leidde dat rotan een goedkoop imago kreeg.  
Het tij keerde in 1970, toen dik manau-rotan werd gebruikt, aanvankelijk donkerbruin geverfd rotan-pit, later in pastelkleuren. De Filipijnen en Indonesië beperkten de export van rotan ten gunste van de eigen meubelproductie. Nederlandse rotanbedrijven begonnen deels in deze landen te produceren. Toch liep de rotanstoelenindustrie in Nederland ten einde.
Rond 1900 werden dikkere rotanstokken vaak gebruikt als wandelstokken, bekend onder de naam "handrotting". Dunner rotan stond bekend als "bindrotting", die in Nederland in de volksmond vaak ten onrechte "rieten" meubels worden genoemd. In Nederland werd rotan rond 1880 aangeduid als "riet", vanwege de gelijkenis van de stengel met die van slootriet (Phragmites australis), een grassoort met een holle stengel.